# 遺伝子治療

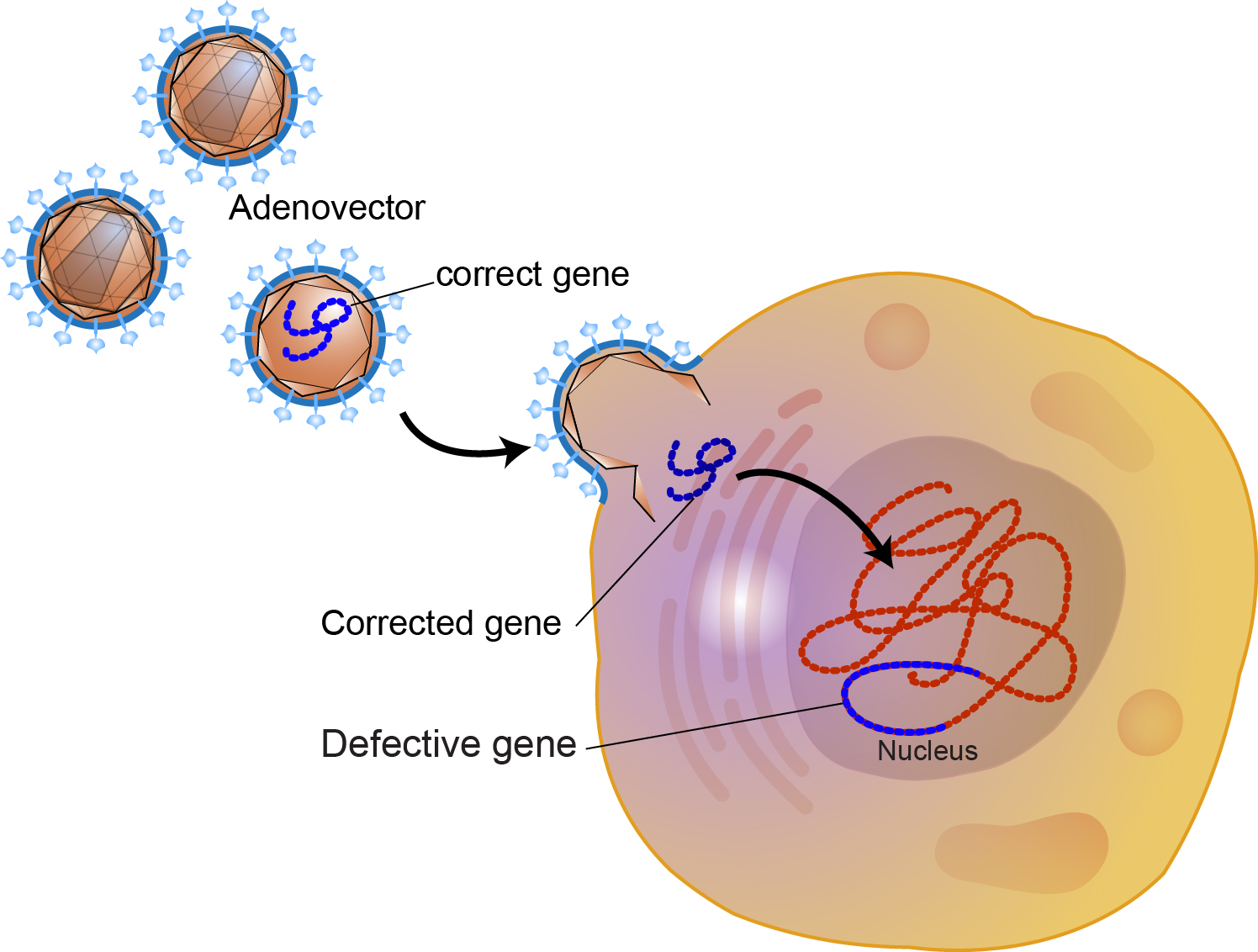
遺伝子治療は、患者の遺伝子の一部を置き換えることにより治療する実験技術である。多くの場合、患者が持っている欠陥のある遺伝子へと、健常なコピーを導入することにより行われる。

遺伝子治療（いでんしちりょう）とは、異常な遺伝子を持っているため機能不全に陥っている細胞の欠陥を修復・修正することで病気を治療する手法である。代表的なものでは、治療用の遺伝子情報を組み込んだレトロウイルスを異常な遺伝子を持つ細胞内に浸入させる手法がとられているが、成功例は少なく、より画期的なDNA導入法が期待される。ベクターを注射、吸入、塗布などで患部で組織に注入するか、患者自身の血球などを一度取り出して体外でベクターを作用させてから患者に戻す方法などがある。
具体例として、1990年にアメリカ合衆国においてアデノシンデアミナーゼ欠損症による重度免疫不全患者に対する初の遺伝子治療に成功し、日本でも1995年に北海道で同様の成果が得られた。
2020年代においては、ゲノム編集による治療が臨床試験の初期段階を迎えている。

## 課題
遺伝子治療の研究として1990年代に臨床試験が開始されたものの、次のような課題により盛衰を繰返した。
- 送達の問題 - DNAの帯電した分子に細胞膜と核膜を通過させるのが困難。ベクターとしてウイルスを使うことになるが制御が困難。
- 機能の問題 - DNAを標的細胞に入れたとしても、機能として発現させるのが困難。タンパク質へと転写・翻訳される見込みが薄い。
- 免疫反応の問題 - ウイルスが異物として免疫系からみなされることになるので、長期のウイルス投与になるほど困難。

1999年には死亡事故が起こり、また白血病を患うことになった患者も存在する。
このような事情により、ES細胞やiPS細胞を中心とした幹細胞治療へと、研究の方向性は広がっていった。
2010年代に入ると、ジンクフィンガーヌクレアーゼ（ZFN）、TALEN、CRISPR/Cas9を中心としたゲノム編集と呼ばれる高効率の遺伝子改変技術が登場することになった。2015年にはCRISPR/Cas9を用いた界で初めてヒト受精卵の遺伝子操作が中華人民共和国で行われ、国際的な波紋を起こした。これにより2015年時点、ヒトの受精卵に対するゲノム編集技術の倫理的規制が新たな課題となっている。